# Surface de Morin
 (février 2021).
Si vous disposez d'ouvrages ou d'articles de référence ou si vous connaissez des sites web de qualité traitant du thème abordé ici, merci de compléter l'article en donnant les références utiles à sa vérifiabilité et en les liant à la section « Notes et références ».

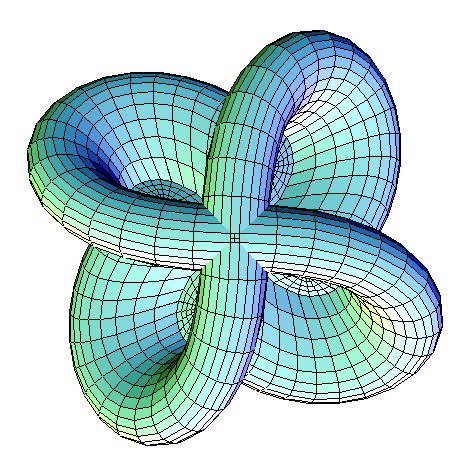
Surface de Morin vue de dessus.

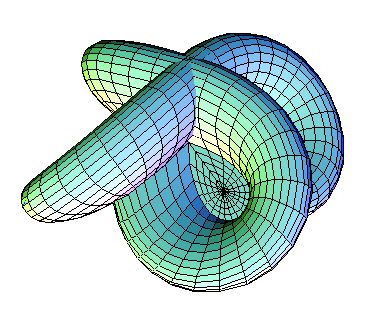
Surface de Morin vue de côté.

La surface de Morin est une immersion de la sphère intervenant dans la phase centrale du retournement de la sphère imaginée par Bernard Morin. Elle présente une symétrie de rotation quadruple.

## Description
Si la sphère d'origine à retourner a sa surface extérieure colorée en vert et sa surface intérieure colorée en rouge, alors lorsque la sphère est transformée par homotopie en une surface Morin, la moitié de la surface Morin visible vers l'extérieur sera verte et l'autre moitié rouge :

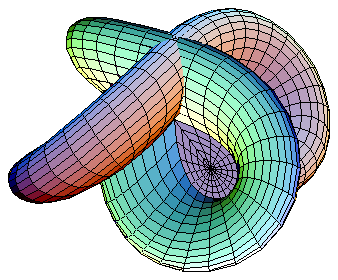
La moitié d'une surface de Morin correspond à l'extérieur (vert) de la sphère à laquelle elle est homéomorphe, et l'autre moitié symétrique à l'intérieur (rouge).